# ボリス・サヴィンコフ
ボリス・ヴィクトロヴィチ・サヴィンコフ（ボリース・ヴィークトロヴィチ・サーヴィンコフ；ロシア語: Бори́с Ви́кторович Са́винков；ラテン文字転写: Boris Viktorovich Savinkov、1879年1月19日（グレゴリオ暦1月31日） - 1925年5月7日）は、ロシアの革命家、政治家、著作家。
社会革命党（エスエル）の武装部門である社会革命党戦闘団の指導者のひとりで、帝政ロシアにおける要人の暗殺に関与した。革命運動のかたわら、小説家としても活躍し、B.ロープシンの筆名で革命家達の内面を書いた種々の作品を残した。ロシア革命（二月革命）後に成立した臨時政府で陸軍次官。ボリシェヴィキの権力掌握後は、反ボリシェヴィキ運動の闘士として最後まで戦った。

## 生涯

### 青年期
1879年1月19日ロシア帝国領であったウクライナのハリコフに貴族の子息として生まれる。父ヴィクトルはポーランド王国の首都ワルシャワで裁判官をした人物。母は画家であるニコライ・ヤロシェンコ将軍の妹で、有名な作家であった。兄のアレクサンドルは社会民主主義者で、後にシベリアに亡命し、1904年に亡命先であるヤクートで自殺した。弟のヴィクトルは陸軍将校、ジャーナリスト、芸術家、「ダイヤのジャック」、フリーメーソンの会員であった。
1897年に、ワルシャワのギムナジウム（イヴァン・カリャーエフと同期）で学んだ後、サンクトペテルブルク大学法学部に入学するが、学生暴動に参加したため、1899年退学処分となる。その後、ドイツに渡り、ベルリン、ハイデルベルクで学ぶ。
1897年、サヴィンコフは革命活動のためワルシャワで逮捕された。1898年以降、マルクス主義に熱中し、社会民主主義団体の「社会主義者」と「労働者の旗」のメンバーだった。翌年逮捕されたが、すぐに釈放された。同年、作家グレープ・ウスペンスキーの娘ヴェラ・グレボヴナ・ウスペンスカヤと結婚し、2人の子供をもうけた。1900年には、ヴィクトル・チェルノフ（のちに臨時政府農相）らと面識を持つようになり、以前に批判していた「人民の意志」のテロリズムに傾倒することとなる。1901年に労働者階級解放闘争同盟の宣伝部に参加した。しかし、1901年に再度逮捕され、翌年にはボログダにに流刑となり、しばらくの間、地方裁判所で宣誓弁護士協議会の秘書を務めた。また、逮捕後、流刑中のニコライ・ベルジャーエフ、アナトリー・ルナチャルスキー（のちソビエト政権初代教育人民委員）らと知り合い知識を得た。
しかし、サヴィンコフは次第にマルクス主義に失望するようになり、同様に流刑となっていた女性革命家のブレシコ・ブレシコフスカヤから強い影響を受け、社会革命党の立場（すなわちテロリズム）に転向するようになる。1903年6月、サヴィンコフは亡命先からスイスのジュネーヴに逃れ、正式に社会革命党に入党。また、社会革命党代表であったグリゴリー・ゲルシューニ逮捕後、社会革命党戦闘団に参加し、戦闘業務を掌握するエヴノ・アゼフの下で代理となった。彼の摘発後は組織の団長となった。

### 社会革命党

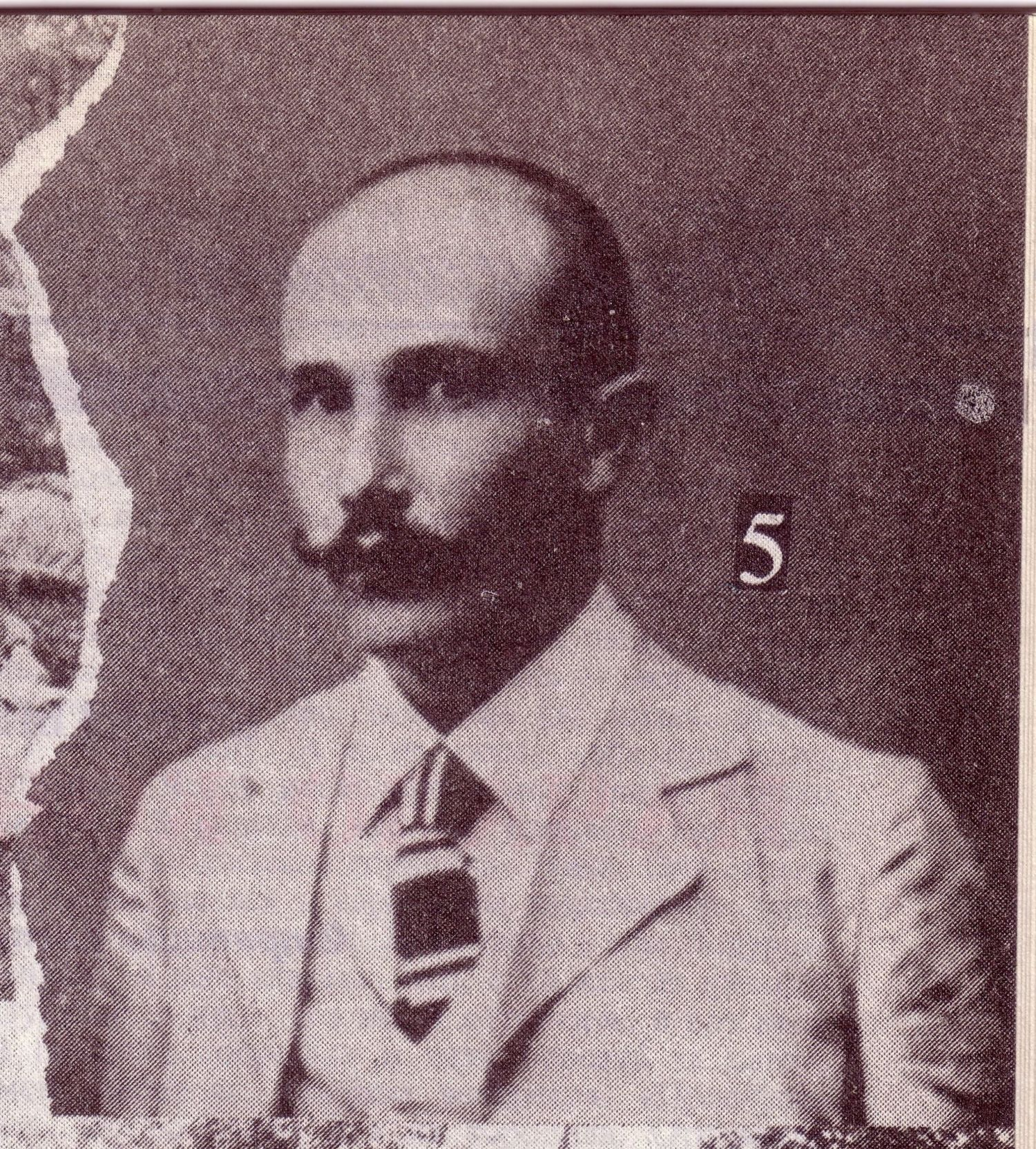
集合写真の断片。ボログダでの若きサヴィンコフ

1905年、ジュネーヴに渡る。この時期、社会革命党（エスエル）党中央委員に選出される。また、ゲオルギー・ガポン神父と知り合う。サヴィンコフは戦闘団が使用する拳銃を購入し、ベルギー人と偽る旅券を入手してロシアに帰国した。第一次ロシア革命後、ニコライ2世は十月詔書（十月宣言）を発布し、反政府勢力に譲歩したが、これに対して、エスエルは党中央委員会拡大会議を開催し、戦術問題の討議に入る。党内ではテロの終結を支持する機運だが、サヴィンコフはこれに抗してテロ戦術の継続を主張した。
1905年から1906年にかけてエスエル第一回党大会が開催されると、戦闘団代表として党大会に参加し、党を社会主義思想の普及に従事する部門と、テロを担当する組織に分党することを主張した。党大会後、アゼフとともに戦闘団再建に着手するが、内務大臣ヴャチェスラフ・プレーヴェ、モスクワ総督セルゲイ大公の暗殺事件後、セバストポリで逮捕される。裁判直前に逃亡に成功したが、欠席裁判のまま、死刑判決を受ける。
1908年、アゼフがスパイであることが発覚。サヴィンコフは戦闘団団長となり、首相として革命派に対する徹底的な弾圧で知られたストルイピンの暗殺や、テロ遊撃隊の結成を計画するが、これは成功しなかった。第二回党大会で戦闘団代表を辞任し、パリに移る。以後もニコライ2世の暗殺計画を準備するが未遂に終わった。

### ロシア革命
1914年、第一次世界大戦が勃発すると、義勇兵としてフランス軍に志願した。大戦中、サヴィンコフは愛国主義の立場をとるようになり、1917年の二月革命でニコライ2世が退位し、ロマノフ王朝の崩壊、臨時政府が樹立された報に接し、大きな喜びを得た。同年4月、チェルノフらとともにロシアに帰国して、第7軍、南西戦線コミッサールとして臨時政府に参加。サヴィンコフは勝利のための戦争継続を積極的に主張し、陸海軍大臣アレクサンドル・ケレンスキーを支持した。
同年7月、ケレンスキーの下で陸軍次官を務める。その後、ケレンスキーが首相に就任すると、ラヴル・コルニーロフ将軍を最高総司令官にするように要請している。同年9月、コルニーロフが反乱を起こすが、サヴィンコフは関与が取りざたされた。サヴィンコフは反乱直後、ペトログラード臨時総督に就任するが、結局、臨時政府の一切の役職から解任された。
彼はコルニーロフ事件に関する調査のためにエスエル党中央委員会に召喚された。しかし、サヴィンコフは党にはもはや、「道徳的権威も政治的権威もない」と判断し、会議に出席しなかったため、1917年10月9日にエスエルを除名された。
9月22日の全ロシア民主会議で、サヴィンコフはクバン州の代議員としてロシア共和国臨時評議会に選出され、その事務局に配属された。
1917年10月、レーニン率いるボリシェヴィキが武装蜂起して、十月革命が起こる。サヴィンコフは、冬宮の包囲網の突破を試みた。その後、プスコフに逃れたケレンスキーと合流し、ペトログラード奪還を試みたが失敗に終わった。12月末に「自由・祖国擁護同盟」を結成し、モスクワに潜伏しながらソビエト政権打倒を進める。サヴィンコフは、レーニンとトロツキーの暗殺計画（レーニン暗殺未遂事件）やヤロスラヴリ、ルイビンスク、ムルマンスクでの武装蜂起を企てたが失敗した。

### ロシア内戦

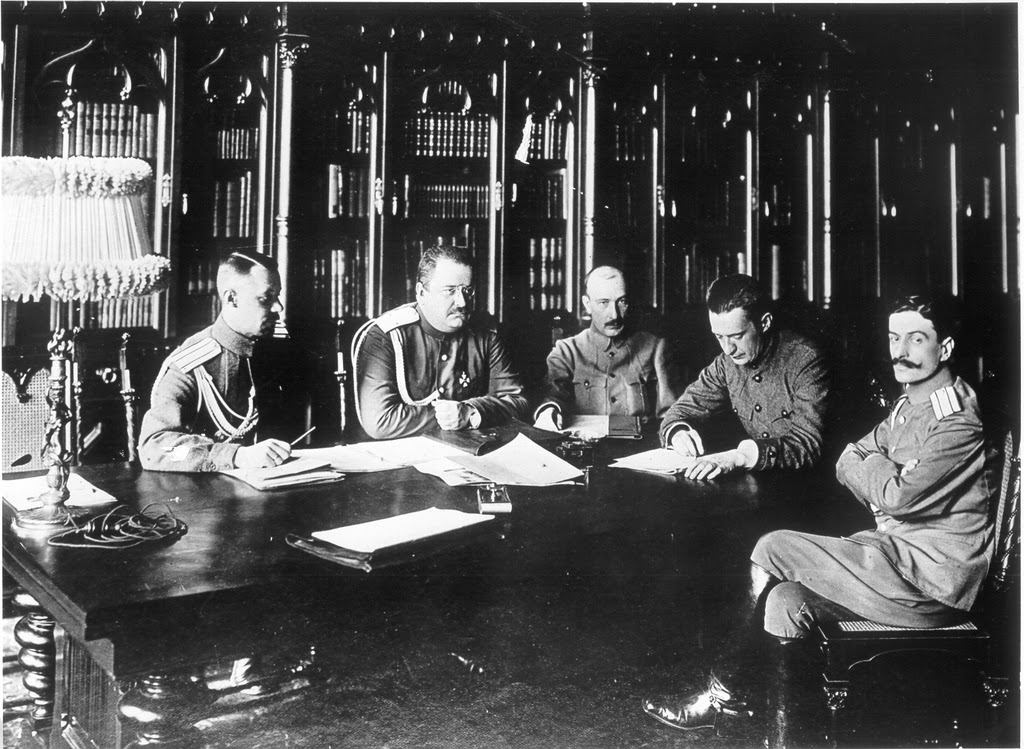
ケレンスキー陸軍大臣と側近たち。左からバラノフスキー中佐、ヤクボヴィチ少将、サヴィンコフ、ケレンスキー、トゥマノフ大佐

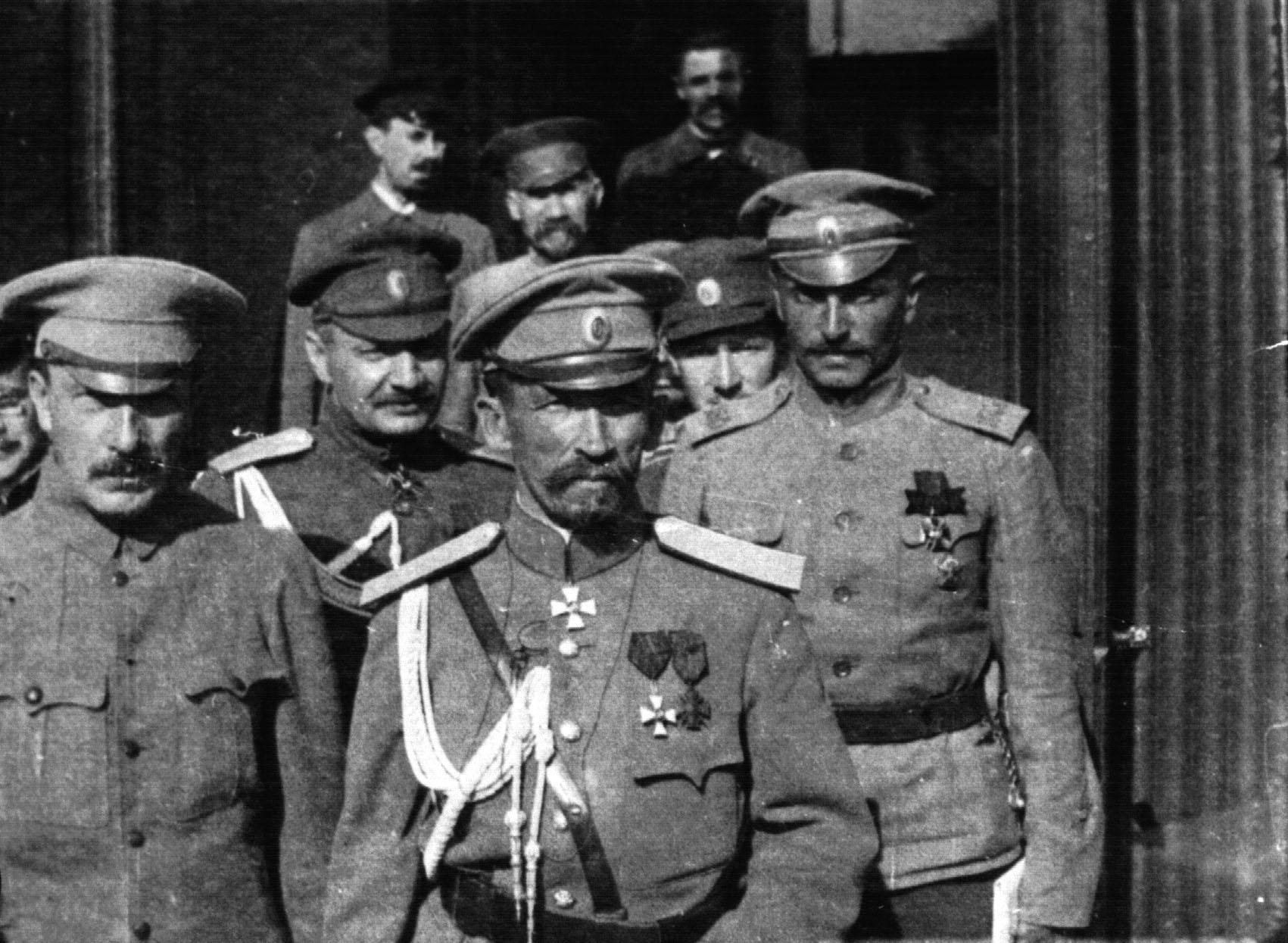
コルニーロフ将軍（中央）とサヴィンコフ（左）

彼はボリシェヴィキの十月革命に反対した。彼は、冬宮殿で包囲されている臨時政府を援護しようとし、ミハイル・アレクセーエフ将軍と交渉した。彼はガッチナへ向かい、そこでピョートル・クラスノフ将軍の別働隊のもとで臨時政府の代議員に任命された。その後、ロシア内戦が勃発すると白衛軍のロシア義勇軍に一兵卒として入隊する。
1918年2月から3月にかけて、彼は衛兵将校の組織に基づいてモスクワに反革命地下組織自由・祖国擁護同盟を創設した。この組織の目的は、ソビエト政権を転覆し、ロシアに軍事政権を樹立し、ドイツとの戦争を継続することであった。他にもいくつかの準軍事組織が作られが、5月末にモスクワで摘発され、その参加者の多くが逮捕された。
1918年夏、ウラジーミル・カッペル将軍が占領したカザンに逃れたが、そこには留まらなかった。しばらくの間、彼はカッペルの分遣隊に所属し、その後ウファに赴き、しばらくの間、臨時全ロシア政府の外務大臣候補とみなされた。同政府の代表として、フランスへの軍事任務に出発した。（ウラジオストク、日本、シンガポール、インドを経由する遠路）そこで、彼はロシアの亡命者協会の役職に就くとともに、アレクサンドル・コルチャーク提督の外交使節団長として、ヨーロッパ各国に派遣され、コルチャーク軍に対する西欧各国の援助を要請した。サヴィンコフはあらゆる同盟国を求め、ポーランドのユゼフ・ピウスツキやイギリスのウィンストン・チャーチルと個人的に会談した。第一次世界大戦が終結し、パリ講和会議が開催されると、サヴィンコフは、ジョルジュ・クレマンソー仏首相、ロイド・ジョージ英首相などと会談を持っている。
1920年、ポーランド・ソビエト戦争が勃発すると、サヴィンコフは赤軍を撃退すべく、国家元首ピウスツキの誘いでポーランドへ赴いた。ポーランドでは、赤軍の捕虜を中心に、歩兵連隊と騎兵隊部隊を編成した。彼の指揮の下、「避難委員会」（後に「ロシア政治委員会」と改称）を設立した。彼は、スタニスラフ・ブラク＝バラホーヴィッチの指揮の下、ロシア第3軍と反ソ軍事分遣隊の創設に参加した。また、政治的な反共活動も展開し、ワルシャワで「自由のために」紙を創刊して、ソビエト政権を非難した。この時期、サヴィンコフは、緑軍運動の名の下に団結した、すべての反ボリシェヴィキ農民反乱の指導者として自らをアピールした。1921年、ポーランドとソビエト政権は講和条約を結んだため、ポーランド当局によって国外退去処分となった。
1921年12月10日、サヴィンコフはボリシェヴィキの外交官レオニード・クラーシンとロンドンで密会した。クラーシンは、サヴィンコフに自分たちに協力すると期待していた。密会で、サヴィンコフは、チェーカーの解体、私有財産の承認、ソビエトの自由選挙の3つの条件が満たされれば、右派共産主義者と緑軍の合意は可能であると述べた。クラーシンは、共産党に分裂と、「右翼」が存在すること、農民運動はそれほどひどいものではないと考えるのは間違いだと答えが、サヴィンコフの考えをモスクワに伝えると約束した。翌日、サヴィンコフはチャーチル（当時植民地相）と首相ロイド＝ジョージに招かれ、クラーシンと交わした会話を披露し、3つの条件について自分の考えを述べ、イギリスがソビエト政権を承認する条件として提示することを提案した。サヴィンコフは、後に執筆したピウスツキ宛の長い書簡の中で、彼の交渉について報告している。
白色運動と決別したサヴィンコフは、民族主義とのつながりを求めた。彼は1922年から1923年にかけて、イタリアの指導者ベニート・ムッソリーニと会談したが、完全に政治的に孤立することになる。
パリに戻ったサヴィンコフは、亡命先で反ソビエト活動を継続した。パリではイギリス軍情報部とともに反革命運動に熱中したが、1924年8月、ソビエト政府によって、ミンスクに反ソ組織との会合のため出向いたところをチェーカーにより逮捕された（シンジカート-2作戦）。

### 収監と死亡

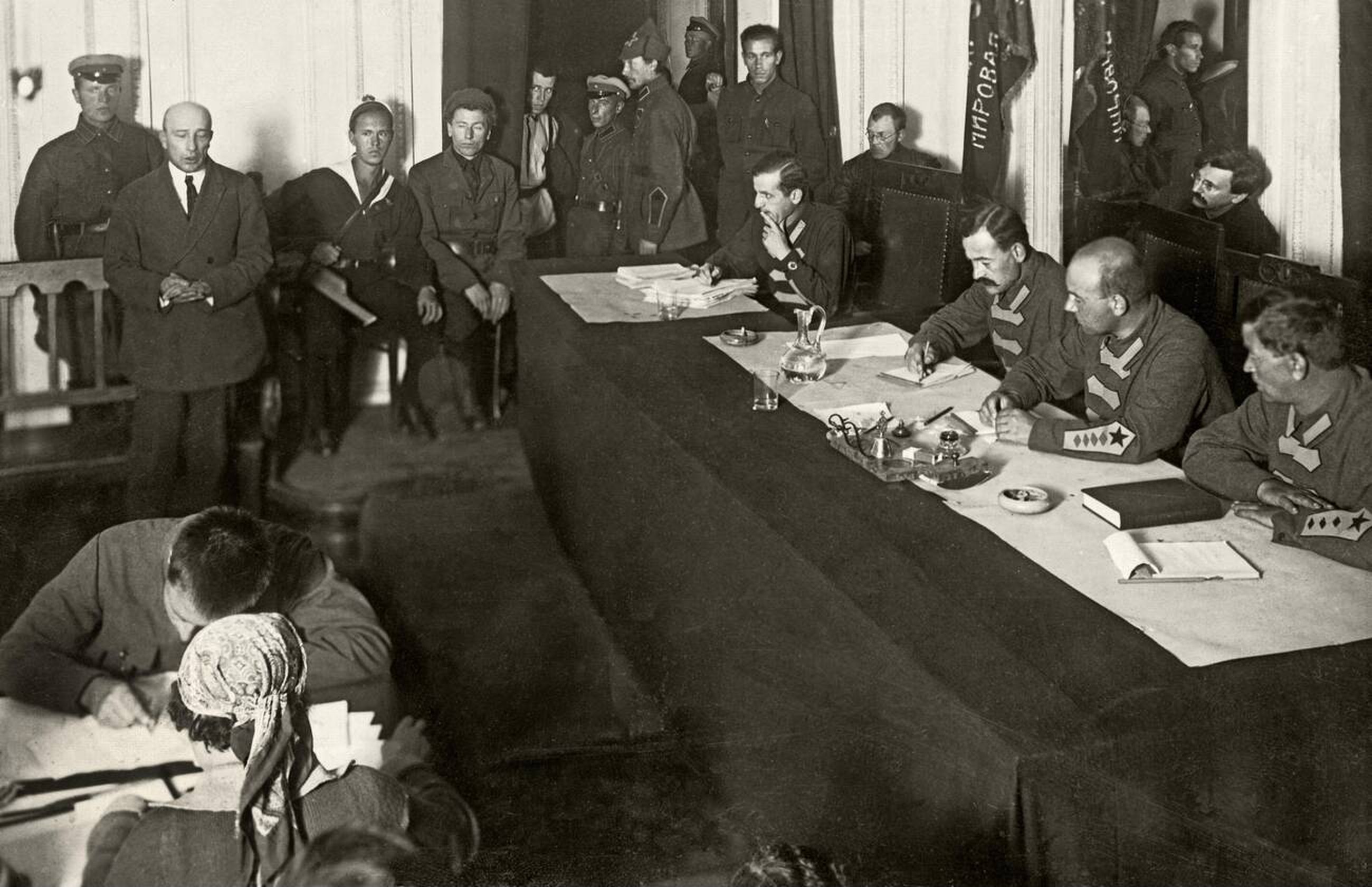
サヴィンコフの裁判（左の立っている人物）

裁判で、サヴィンコフは自分の罪とソビエト政権との闘いでの、自身の敗北を認めた。彼の証言は次のように始まった。
1924年8月29日、ソビエト連邦最高裁判所軍事協議会は彼に死刑（銃殺刑）を宣告したが、裁判中にソビエト政権の承認を表明し、禁固10年に減刑された。サヴィンコフはモスクワのルビヤンカ刑務所に収監された。
サヴィンコフは獄中で文芸活動に従事する機会があったが、ある資料によると、そこはホテルのような環境だったという。この時、彼はこう書いている。
サヴィンコフは、白色運動の指導者たちにソビエト政権との戦いをやめるよう促す手紙を送った。
1925年5月7日、46歳で自殺した。ソビエト政権の公式見解によれば、散歩から戻った帰りに、5階の捜査官執務室の窓から投身自殺したと発表された。しかし、その自殺は極めて疑わしく、階段から自ら身を投げたとも言われるし、アレクサンドル・ソルジェニーツィンによれば、サヴィンコフはOGPU将校によってヘロイン中毒にされたとも言われている。
サヴィンコフの埋葬場所は不明である。2018年、ワルシャワにはサヴィンコフを称える通りの名前が付けられた。

## 文学
サヴィンコフは、B.ロープシン V.Ropshinの筆名でいくつかの小説を執筆した。1909年「ロシア思想」誌に発表された「蒼ざめた馬」は、社会革命党戦闘団の空虚な内面を描いてセンセーションを巻き起こした。その後も1912年「存在しなかったこと（邦題：夢幻の人びと）」、1923年「黒馬を見たり（「漆黒の馬」とも）」、1928年「一テロリストの回想（邦題：テロリスト群像）」など、自身を含めた革命家の行動と内面を鋭く描写した作品を発表した。

### 作品
- "Воспоминания террориста" （1909年）
- "Конь бледный" （1909年、蒼ざめた馬）
- "То, чего не было" （1912年、存在しなかったこと）
- "повесть "Конь вороной" （1923年、黒馬を見たり）
- "Воспоминания террориста" (1928年、一テロリストの回想)

### 邦訳
B.ロープシンとして
- 『蒼ざめたる馬』青野季吉訳、冬夏社〈自由文化叢書〉1919年、随筆社、1924年
- 『蒼褪めたる馬』長岡義夫訳、春陽堂〈世界名作文庫〉1932年、ゆまに書房〈昭和初期世界名作翻訳全集〉2004年
- 『蒼ざめた馬』猪野満智子訳、世紀書房、1951年
- 『蒼ざめた馬』工藤正廣訳、晶文社〈晶文選書〉1967年
- 『蒼ざめた馬 - 附・ロープシン詩抄』川崎浹訳、現代思潮社、1967年、1978年
- 『蒼ざめた馬』川崎浹訳、角川書店〈角川文庫〉1975年、岩波書店〈同時代ライブラリー〉1990年、岩波現代文庫 2006年（「サヴィンコフ＝ロープシン論」所収）
- 『蒼ざめた馬 漆黒の馬』工藤正廣訳、未知谷、2006年
- 『黒馬を見たり』黒田乙吉訳、随筆社、1924年
- 『黒馬を見たり』川崎浹訳、現代思潮社、1968年（「サヴィンコフの告白」所収）
- 『漆黒の馬』工藤正廣訳、晶文社〈晶文選書〉1968年
- 『牢獄 - ロープシン短編集』川崎浹訳、白馬書房、1969年（牢獄 / 誤解 / 最後の地主たち）
- 『ロープシン遺稿詩集』川崎浹訳、白馬書房、1972年、未知谷、2010年

ボリス・サヴィンコフとして
- 『露西亜の秘密結社』三上於菟吉訳、玄文社、1919年
- 『テロリスト群像』川崎浹訳、現代思潮社、1967年、1975年、岩波現代文庫 2007年
- 『夢幻の人びと・わが友テロリストたちよ』中田甫訳、白馬書房、1977年

## サヴィンコフについて書かれた文芸作品
- ロマン・グーリ『アゼーフ』（1959年）サヴィンコフを主人公にアゼーフとの対決にいたるドラマを描いた小説。

## 映像作品
- 蒼ざめた馬 (映画)（ロシア語版）、（2004年、カレン・シャフナザーロフ監督）サヴィンコフの原作を下敷きにしている。